# Saison 1978-1979 de snooker
Navigation
1977-1978 1979-1980
La saison 1978-1979 de snooker est la 11e saison de snooker. Elle regroupe 18 tournois organisés par la WPBSA entre le 1er août 1978 et le 1er juin 1979.

## Nouveautés
- Apparition de 6 nouvelles épreuves : le championnat d'Afrique du Sud, le tournoi champion des champions, le tournoi international Holsten Lager, le tournoi Forward Chemicals, le tournoi international de Bombay et le Classique Tolly Cobbold.

- Le championnat du pays de Galles, une des deux épreuves du championnat d'Irlande ainsi que la coupe Dry Blackthorn ne sont en revanche pas reconduits.

## Calendrier
| C = Tournoi classé (professionnel)              |
| NC = Tournoi non classé (professionnel)         |
| P/A = Tournoi pro-am (professionnel et amateur) |

| Dates (mois-jour) | Dates (mois-jour) | Tournoi                             | Lieu                     | Site                                 | Cat. | Vainqueur       | Finaliste         | Score   | Références |
| 08–01             | 08–01             | Championnat d'Afrique du Sud        | Drapeau d'Afrique du Sud |                                      | NC   | Perrie Mans     | Silvino Francisco | 9–5     | [ 1 ]      |
| 08–16             | 09–04             | Open du Canada                      | Toronto                  | Canadian National Exhibition Stadium | NC   | Cliff Thorburn  | Tony Meo          | 17–15   | [ 2 ]      |
| 10–23             | 01–28             | Tournoi Forward Chemicals           | Manchester               | Royal Exchange Theatre               | NC   | Ray Reardon     | John Spencer      | 9–6     | ,          |
| 10-??             | 10-??             | Tournoi Pontins pro-am (automne)    | Prestatyn                | Pontins                              | P/A  | Jimmy White     | Sid Hood (en)     | 7-6     |            |
| 11–02             | 11–03             | Champion des champions              | Londres                  | Wembley Conference Centre            | NC   | Ray Reardon     | Alex Higgins      | 11–9    | [ 3 ]      |
| 11–22             | 12–01             | Championnat du Royaume-Uni          | Preston                  | Preston Guild Hall                   | NC   | Doug Mountjoy   | David Taylor      | 15–9    | ,          |
| 12-01             | 12-15             | Championnat d'Australie             | Grafton                  |                                      | NC   | Eddie Charlton  | Ian Anderson      | 29-13   | [ 1 ]      |
| 12-27             | 12-28             | Pot Black                           | Birmingham               | Studios Pebble Mill                  | NC   | Ray Reardon     | Doug Mountjoy     | 2–1     | ,          |
| 01–14             | 01–17             | Tournoi international Holsten Lager | Slough                   | Fulcrum Centre                       | NC   | John Spencer    | Graham Miles      | 11–7    | ,          |
| 01–22             | 01–26             | Masters                             | Londres                  | Wembley Conference Centre            | NC   | Perrie Mans     | Alex Higgins      | 8–4     | ,          |
| 02–01             | 02–03             | Masters d'Irlande                   | Kill                     | Goff's                               | NC   | Doug Mountjoy   | Ray Reardon       | 6–5     | [ 14 ]     |
| 02–10             | 02–14             | Tournoi international de Bombay     | Bombay                   | Bombay Gymkhana                      | NC   | John Spencer    | Dennis Taylor     | [ n 2 ] | [ 3 ]      |
| 02–20             | 02–21             | Classique Tolly Cobbold             | Ipswich                  | Corn Exchange                        | NC   | Alex Higgins    | Ray Reardon       | 5–4     | [ 15 ]     |
| 03–20             | 03–22             | Championnat d'Irlande               | Belfast                  | Ulster Hall                          | NC   | Alex Higgins    | Patsy Fagan       | 21–12   | ,          |
| 04–16             | 04–28             | Championnat du monde                | Sheffield                | Crucible Theatre                     | C    | Terry Griffiths | Dennis Taylor     | 24–16   | ,          |
| 05–05             | 05–12             | Tournoi Pontins professionnel       | Prestatyn                | Pontins                              | NC   | Doug Mountjoy   | Graham Miles      | 8–4     | ,          |
| 05-05             | 05-12             | Tournoi Pontins pro-am (printemps)  | Prestatyn                | Pontins                              | P/A  | Steve Davis     | Jimmy White       | 7-3     |            |
| 06–01             | 06–01             | Masters en or                       | Newtownards              | Queen's Hall                         | NC   | Ray Reardon     | Graham Miles      | 4–2     | [ 3 ]      |

## Classement mondialen début et fin de saison

### Classement après lechampionnat du monde 1978
| Rang | Évol.         | Joueur               | Points |
| 1    | en stagnation | Ray Reardon          | 12     |
| 2    | 6             | John Spencer         | 9      |
| 3    | en stagnation | Eddie Charlton       | 9      |
| 4    | 5             | Dennis Taylor        | 8      |
| 5    | 3             | Alex Higgins         | 8      |
| 6    | 7             | Cliff Thorburn       | 7      |
| 7    | 8             | John Pulman          | 5      |
| 8    | 3             | Graham Miles         | 4      |
| 9    | 5             | Fred Davis           | 4      |
| 10   | 3             | Perrie Mans          | 4      |
| 11   | 5             | Rex Williams         | 4      |
| 12   | 4             | David Taylor         | 3      |
| 13   | 3             | Gary Owen            | 3      |
| 14   | Nouveau       | Doug Mountjoy        | 2      |
| 15   | 3             | Jim Meadowcroft (en) | 2      |
| 16   | 5             | John Dunning         | 2      |

### Classement après lechampionnat du monde 1979
| Rang | Évol.         | Joueur               | Points |
| 1    | en stagnation | Ray Reardon          | 12     |
| 2    | 8             | Perrie Mans          | 8      |
| 3    | en stagnation | Eddie Charlton       | 8      |
| 4    | 2             | John Spencer         | 8      |
| 5    | 1             | Cliff Thorburn       | 7      |
| 6    | 3             | Fred Davis           | 6      |
| 7    | 2             | Alex Higgins         | 6      |
| 8    | 4             | Dennis Taylor        | 6      |
| 9    | 1             | Graham Miles         | 5      |
| 10   | 3             | John Pulman          | 5      |
| 11   | 8             | Patsy Fagan          | 3      |
| 12   | 5             | Bill Werbeniuk       | 3      |
| 13   | 1             | David Taylor         | 3      |
| 14   | en stagnation | Doug Mountjoy        | 3      |
| 15   | 5             | Willie Thorne        | 2      |
| 16   | 1             | Jim Meadowcroft (en) | 2      |